# Marina Spoladore
Marina Carvalho Spoladore (Cascavel, 25 de abril de 1984) é uma pianista brasileira. 

## Biografia
Recebeu desde cedo a influência de sua mãe, professora de música, que iniciou a filha na música logo aos três anos de idade. De 1998 a 2001, estudou com a professora Leilah Paiva, de Curitiba, e entre 2002 e 2005 estudou na Escola de Música da UFRJ, onde concluiu, em 2005, o curso de bacharelado em música  na classe do professor Luiz Senise, que até hoje acompanha seu desenvolvimento. Estudou também com a Dr. h.c. Fany Solter na Staatliche Hochschule für Musik Karlsruhe, Alemanha, com bolsas concedidas pelo Grande Concurso Magda Tagliaferro e pelo governo alemão. Freqüentemente participa de festivais, cursos e master classes, onde tem contato com pianistas renomados como Eduardo Hubert, Natalia Troull, Menahem Pressler, Arnaldo Cohen, entre outros.
Dos diversos concursos de que participou, nos estados do Paraná, Rio de Janeiro, Espírito Santo, São Paulo e Minas Gerais, obteve um total de trinta e duas premiações, sendo treze primeiros lugares, entre os quais se destacam: Concurso OSB Nelson Freire – Novos Talentos Brasileiros (Rio de Janeiro, 2005), I Concurso Latino-Americano e IV Concurso Nacional Proarte (Rio de Janeiro, 2004), Grande Concurso Magda Tagliaferro (São Paulo, 2004) (recebendo bolsa de estudos de três meses para Karlsruhe, Alemanha
), Concurso Arnaldo Estrella (Juiz de Fora, 2004). Em 2006, foi a primeira colocada no 3º Concurso Jovens Talentos MEC FM, realizado no Rio de Janeiro (recebendo uma bolsa de estudos, oferecida pela CAPES, para estudos de pós-graduação no Brasil).
Vem realizando intensa atividade como solista e camerista, se apresentando em importantes salas de concerto do Brasil, como a Sala Cecília Meireles, o auditório Leopoldo Miguez da Escola de Música da UFRJ, o Cine-Teatro UFF e o Auditório do IBAM, todos no Rio de Janeiro; também apresentou-se no auditório do Masp, em São Paulo, e no Cine-Banguê, em João Pessoa, dentre outros.
Marina também tem sido convidada a participar de importantes orquestras no Brasil, como a Orquestra Sinfônica da Escola de Música da UFRJ, a Orquestra Sinfônica da USP e a Orquestra Sinfônica Nacional (OSN-UFF), e teve nesses concertos a oportunidade de trabalhar com regentes como Ligia Amadio, Carlos Lima, Ernani Aguiar, Guilherme Bernstein, Bernardo Bessler e Ronaldo Bologna.
Em 2009, concluiu o mestrado em musicologia na Universidade Federal do Estado do Rio de Janeiro, sob orientação do professor Dr. Carlos Alberto Figueiredo. Atualmente integra o projeto PianOrquestra, formado em 2003, e que consiste na execução de uma espécie de orquestra tendo como base apenas um piano e cinco músicos.